# Засулля (Архангельська область)
Засулля (рос. Засулье) — присілок в Лешуконському районі Архангельської області Російської Федерації.
Населення становить 80 осіб. Входить до складу муніципального утворення Койнаське муніципальне утворення.

## Історія
Від 1937 року належить до Архангельської області.
Від 2004 року належить до муніципального утворення Койнаське муніципальне утворення.

## Населення
| 2002 | 2010 | 2012 |
| ---- | ---- | ---- |
| 127  | ↘77  | ↗80  |